# Aaht
Als Aaht wird eine Form des Muschelgeldes bezeichnet, das aus den Schalen vor allem von Gienmuscheln und Klappermuscheln hergestellt wurde. Verwendet wurden die farbigen Randteile der Schalen, die rund ausgeschliffen und auf Ketten aufgereiht wurden. Als Währung verwendet wurden die Aaht vor allem im Bereich der Marshall-Inseln im westlichen Pazifik.